# Heliophila tabularis
Heliophila tabularis är en korsblommig växtart som beskrevs av Wolley-dod. Heliophila tabularis ingår i släktet solvänner, och familjen korsblommiga växter. Inga underarter finns listade i Catalogue of Life.